# Култышев, Мирослав Винаевич
Мирослав Винаевич Култышев (род. 21 августа 1985 года в Ленинграде) — российский пианист, лауреат XIII Международного конкурса имени П. И. Чайковского (2007), победитель  конкурса Monte Carlo Piano Masters (2012), доцент Санкт-Петербургской консерватории. Заслуженный артист Российской Федерации (2025).

## Биография
Мирослав Култышев окончил Среднюю специальную музыкальную школу при консерватории (класс З. М. Цукер) и аспирантуру Санкт-Петербургской консерватории (класс проф. А. М. Сандлера).
Концертную деятельность начал в 6 лет. В 10 лет дебютировал в Большом зале Санкт-Петербургской филармонии, исполнив Концерт № 20 В.-А. Моцарта под управлением Юрия Темирканова.
Лауреат Московского международного фестиваля молодых пианистов имени Г. Нейгауза (1998) и Международного музыкального фестиваля "Виртуозы 2000 года" (Санкт-Петербург, 1999). Лауреат премии "Надежда России" (1999). Стипендиат Международного благотворительного фонда Юрия Башмета (1999), Филармонического общества Санкт-Петербурга (1995-2004). Удостоен молодёжного гранта престижной и авторитетной Российской Национальной независимой премии "Триумф" (2001).
Неоднократно выступал на международных музыкальных фестивалях "Kissinger Sommer" (Германия, 2002-2006), "Эльба - музыкальный остров Европы" (Италия, 1997, 2003, 2008). Принимал участие в фестивалях "Звезды белых ночей" (Санкт-Петербург, 2007), "Лики современного пианизма" (Санкт-Петербург, 2011), "Septembre Musical" (Швейцария, 2007), "Кремль музыкальный" (Москва, 2008), «Mikkeli Music Festival» (Финляндия, 2008, 2009), "Klavier Festival Ruhr" (Германия, 2008), в Фестивале в Душниках (Польша, 2008), на Зальцбургском фестивале (2011).

Нынче Мирослав представил на суд публики новую работу - 18 пьес Чайковского ор. 72. Одержимый тщеславным желанием сделать весь цикл популярным, он замыкает череду смельчаков, уже пытавшихся эту цель осуществить (до него - Михаил Плетнёв, тоже, кстати, игравший ор. 72 под сенью Мариинки). Я не очень надеюсь на полную удачу: в пьесах - бездна мастерства, но божественное мелодическое вдохновение Пётр Ильич приберёг для Шестой симфонии, создававшейся тогда же. Тем не менее, Култышев сделал всё, что мог. Его игру отличало редкостное совершенство. В каждой из пьес были выявлены самобытный образ и драматургия. И всё было исполнено романтического воодушевления, столь свойственного мироощущению талантливого артиста. 
Вот уж что по нём - так это Соната h-moll Листа, некий катехизис романтизма. Мирослав играл её и раньше, и она удавалась ему. Ныне трактовка стала заметно более глубокой и цельной. Протяжённую драму он, как актёр, проигрывает один за всех персонажей, ни на секунду не расслабляясь. Единственное - может, стоит ему лирическую тему вести ещё более взволнованно и страстно. 
Петербургские меломаны, которые, как и я, следят за эволюцией дарования Мирослава на протяжении уже чуть ли не двух десятилетий, не устают любить его. Их почитание переходит прямо-таки в некий культ (не случайно, быть может, слово это совпадает с началом его фамилии!). Доверие почитателей налагает на молодого музыканта немалую ответственность, но он пока с нею справляется

...кульминацией фестиваля, по моему мнению, стал сольный концерт Мирослава Култышева. И дело не в том, что Мирослав давно известен петербуржцам и любим ими, что многие с горячим сочувствием переживают вместе с ним все перипетии его жизни, полной драматизма, как всякая жизнь ярко одарённого музыканта в нашем мире. На всех предыдущих концертах Култышев поражал необычной, экзотической красотой своих интерпретаций и казался мне "невесть каким ветром занесённым на наши широты листком некоего причудливого райского растения". Отсюда - все его удачи (Равель) и его некоторый болезненный излом в обычном романтическом репертуаре (Рахманинов). В это утро (а концерт почему-то поставили на 12 часов, для петербуржцев - "на рассвете"!) перед нами предстал абсолютно новый пианист и зрелый музыкант, о котором уже нельзя говорить в прежних категориях: "подающий надежды", "достойный ученик своих учителей". Всё ненужное отпало, как шелуха, и мы с восторгом могли наблюдать за всем блеском молодого гения, явившегося Петербургу - и миру - во весь рост!

М. Култышев выступает на лучших концертных площадках Петербурга и Москвы, а также в таких всемирно известных залах, как "Музикферайн" в Вене, "Моцартеум" в Зальцбурге, "Сантори-холл" в Токио, Концертгебау" в Амстердаме, "Вигмор-холл" в Лондоне и других. Пианист сотрудничает с дирижёрами Валерием Гергиевым, Владимиром Ашкенази, Юрием Башметом, Марком Горенштейном, Василием Синайским, Николаем Алексеевым, Александром Дмитриевым, Андреем Анихановым, и другими. Значительное место в репертуаре пианиста занимает музыка романтической эпохи (произведения Ф. Шопена, Р. Шумана, П. И. Чайковского и других композиторов). Выступает в камерных программах с супругой - японской скрипачкой Маюко Камио.
Мирослав Култышев: "...практически единственный музыкант, с которым я играю в ансамбле, это моя жена. И мы не так уж мало играем вместе. Чаще наши выступления происходят в Японии. Был хороший концерт во Франции, где мы сыграли все три сонаты Брамса. Я люблю монографические программы, нередко практикую это и в моих сольных выступлениях. Репетируем мы дома. Записали вместе несколько дисков – сонаты, пьесы".

## Победы в музыкальных конкурсах
В 2007 г. Мирослав Култышев стал победителем XIII Международного конкурса имени П. И. Чайковского (вторая премия; первая не присуждена). Вскоре после завершения этого музыкального состязания выдающийся пианист Николай Петров говорил:

Большая, настоящая карьера ждет Мирослава Култышева, победителя последнего конкурса имени Чайковского. Это человек, умеющий разговаривать с Богом.
В 2012 г. стал победителем  конкурса Monte Carlo Piano Masters под патронатом князя Монако — Альбера II.